# Богословский сельсовет (Амурская область)
Богосло́вский сельсове́т — упразднённое сельское поселение в Мазановском районе Амурской области.
Административный центр — село Богословка.

## История
3 декабря 2004 года в соответствии с Законом Амурской области № 384-ОЗмуниципальное образование наделено статусом сельского поселения.
Законом Амурской области от 07.07.2022 № 128-ОЗ сельское поселение упразднено, территория включена в межселенную территорию.

## Население
| 2002 | 2010 | 2011 | 2012 | 2013 | 2014 | 2015 |
| ---- | ---- | ---- | ---- | ---- | ---- | ---- |
| 388  | ↘363 | ↘362 | ↗363 | ↘354 | ↘335 | ↘333 |
| 2016 | 2017 | 2018 | 2021 |      |      |      |
| ↘319 | ↗320 | ↘308 | ↘17  |      |      |      |

## Состав сельского поселения
| № | Населённый пункт | Тип населённого пункта       | Население |
| - | ---------------- | ---------------------------- | --------- |
| 1 | Богословка       | село, административный центр | ↘235      |
| 2 | Козловка         | село                         | ↘73       |